# SMS Condor
 (avril 2022).

Le SMS Condor est un croiseur de IVe classe de la Marine impériale allemande, lancé le 23 février 1892. Il est reclassé croiseur léger en 1899 et canonnière en 1913.

## Service
Le navire est construit par la compagnie Blohm & Voss à Hambourg pour un coût de 2 437 000 marks. C'est la première commande de la Marine impériale pour ce chantier. Le navire appartient à la classe Bussard et il est destiné aux expéditions d'outremer. Il doit remplacer la canonnière SMS Eber détruite par le cyclone d'Apia le 16 mars 1889, pendant la crise des Samoa. Il entre en service le 9 décembre 1892, après avoir été baptisé par le Kapitän zur See Conrad von Bodenhausen, directeur en chef des chantiers navals, et après que le commandant en chef de la base navale de la Baltique, le vice-amiral Wilhelm Schröder, eut prononcé le discours de baptême.
Les voyages d'essai ont lieu jusqu'au 28 avril 1893, date à laquelle il est mis dans la réserve, pour être remis en service le 2 octobre 1894. Il doit relever la SMS Möwe qui est affectée à la surveillance des côtes de l'Afrique orientale allemande. De la mi-décembre 1894 au début de l'année 1895, le croiseur se trouve au large de Lourenço Marques pour se diriger ensuite vers les comptoirs allemands. Il rejoint le 27 juin 1895 le SMS Cormoran dans la baie Delagoa, puis mouille à Durban entre le 3 août et le 16 novembre 1895, à cause de tensions diplomatiques avec la Grande-Bretagne. Le croiseur retrouve Lourenço Marques en janvier 1896 à la suite du raid de Jameson qui fut un des facteurs de la seconde guerre des Boers.
Après une courte halte aux Seychelles en juin, le croiseur mouille à partir d'août au Cap, pendant trois mois. Il retourne à Lourenço Marques du 11 décembre 1896 au 2 février 1897, à cause d'une attaque du consulat allemand. Le SMS Condor poursuit ses missions entre l'Afrique du Sud et l'Afrique orientale allemande, les années suivantes. La seconde guerre des Boers l'oblige à remplir des missions diplomatiques et militaires. Il doit en particulier protéger les navires de commerce allemands des attaques des navires de guerre de la marine anglaise. Les relations entre les deux pays empirent considérablement à cause de ce conflit, de même qu'en France l'attitude de l'Empire britannique à l'égard des Boers est fortement critiquée dans la presse de l'époque.
Le SMS Condor est rappelé en Allemagne le 3 janvier 1901. Alors qu'il se trouve en mer du Nord, il se porte au secours du paquebot allemand Mawska, le 3 mars 1901. Le Condor est mis hors service le 23 mars suivant pour des réparations d'ensemble. Il retrouve du service le 1er avril 1903, pour relever le SMS Cormoran dans les mers du Sud. Les deux navires se retrouvent à Singapour le 26 juin. Le SMS Condor inaugure alors une période de dix ans pendant laquelle il assure ses missions dans le Pacifique et les mers du Sud. Il est ainsi appelé à l'été 1904 au rétablissement de l'ordre dans les îles Samoa allemandes. Il rend visite au gouverneur allemand Wilhelm Solf au début du mois de septembre 1905. En septembre et octobre 1908, ce sont de nouveaux troubles, cette fois-ci aux îles Marshall, qu'il doit régler, avec la participation de la canonnière SMS Jaguar. En août 1909, il part à la recherche d'un vapeur disparu, le Seestern, entre Herbertshöhe et Brisbane, mais les recherches sont vaines.
Le SMS Condor retrouve en juillet 1910 dans la baie d'Apia les SMS Scharnhorst, SMS Emden et SMS Nürnberg. En janvier 1911, il doit avec le SMS Emden et le SMS Cormoran mater la rébellion des Sokhes, tribu de l'île de Ponape. Ensuite, du 20 mai au 1er octobre 1911, le croiseur est à quai à Tsingtau (« Tsingtao » en français de l'époque), port de la concession allemande en mer de Chine, pour procéder à des réparations de fond. En novembre, le navire met le cap sur les îles Paula (Carolines), et apprend à la station radio de l'île de Yap que la seconde crise marocaine a éclaté. Les colonies allemandes voient se renforcer leur défense navale et leur personnel de missions topographiques, surtout à partir du début de l'année 1912.
Le SMS Condor est le premier navire de sa classe à être reclassé en canonnière, le 8 janvier 1913. Sa coque subit de grandes réparations en mai à Tsingtau, puis reçoit l'ordre de retourner en Allemagne, en novembre 1913. En passant devant les côtes marocaines le navire vient au secours d'un vapeur allemand, le Zanzibar.
Le SMS Condor est mis hors service, le 30 mars 1914, à Dantzig. Il ne reprend pas du service à la déclaration de guerre en août 1914, à cause de sa vétusté. Il sert de bateau-cible à partir de 1916 à Friedrichsort (Kiel) et il est rayé des cadres, le 18 novembre 1920. Il est vendu à une entreprise de démolition navale en avril 1921 et détruit à Hambourg.
Le SMS Condor avait été remplacé en 1911 par le SMS Straßburg.

## Source
- (de) Cet article est partiellement ou en totalité issu de l’article de Wikipédia en allemand intitulé « SMS Condor » (voir la liste des auteurs).